# Hygrolycosa
Hygrolycosa Dahl, 1908 è un genere di ragni appartenente alla famiglia Lycosidae.

## Distribuzione
Le 5 specie note di questo genere sono state reperite nella Regione paleartica: la specie dall'areale più vasto è la H. rubrofasciata (Ohlert, 1865), rinvenuta in svariate località dell'intera regione.

## Tassonomia
La denominazione Hydrolycosa Caporiacco, 1948, in un primo tempo venne ritenuta valida da Roewer in un suo studio (1955c); in seguito Brignoli appurò, in un suo lavoro (1983c), che si trattava solo di un lapsus per Hygrolycosa, non avendo rinvenuto alcuna descrizione.
Non sono stati esaminati esemplari di questo genere dal 2016.
Attualmente, a febbraio 2017, si compone di 5 specie:
- Hygrolycosa alpigena Yu & Song, 1988 — Cina
- Hygrolycosa rubrofasciata (Ohlert, 1865)[2] — Regione paleartica
- Hygrolycosa strandi Caporiacco, 1948 — Grecia
- Hygrolycosa tokunagai Saito, 1936 — Cina
- Hygrolycosa umidicola Tanaka, 1978 — Giappone, Corea(?)

### Specie trasferite
- Hygrolycosa aspersa (Hentz, 1844); trasferita al genere Tigrosa Brady, 2012[1].
- Hygrolycosa crispipes (L. Koch, 1877); trasferita al genere Hogna Simon, 1885.
- Hygrolycosa figurata (Simon, 1876); trasferita al genere Arctosa C.L. Koch, 1847.
- Hygrolycosa ligulacea Qu, Peng & Yin, 2009; trasferita al genere Artoria Thorell, 1877.
- Hygrolycosa workmani (Strand, 1909); trasferita al genere Arctosa C.L. Koch, 1847.